# Trois du cirque
Pour plus de détails, voir Fiche technique et Distribution.
Trois du cirque (Under the Big Top) est un film américain en noir et blanc de Karl Brown, sorti en 1938.

## Synopsis
Une trapéziste de cirque est constamment harcelée par sa tante pour être la meilleure. Elle tombe amoureuse de l'un des trapézistes, mais sa mère tente de rompre l’idylle. Puis un autre trapéziste tombe amoureux d'elle et s’emploie lui aussi à saboter la romance.

## Fiche technique
- Titre : Trois du cirque
- Titre original : Under the Big Top
- Réalisation : Karl Brown
- Scénario : Karl Brown, Llewellyn Hughes, Marion Orth
- Producteur : William T. Lackey
- Société de production et de distribution : Monogram Pictures
- Photographie : Gilbert Warrenton
- Montage : Russell F. Schoengarth
- Pays de production : États-Unis
- Format : noir et blanc - 35 mm - 1,37:1 - son : Mono    (Western Electric Mirrophonic)
- Genre : drame romantique
- Durée : 64 min
- Dates de sortie :
  - États-Unis : 31 août 1938
  - France : 21 juin 1939
- Affiche : Roger Rojac (France)

## Distribution
- Marjorie Main : Sara Post
- Anne Nagel : Penny
- Jack La Rue : Ricardo Le Grande
- Grant Richards : Pablo Le Grande
- Fred 'Snowflake' Toones : Juba
- Betty Compson : Marie
- Herbert Rawlinson : Herman
- George Cleveland : Joe
- Rolfe Sedan : Pierre
- Charlene Wyatt : Penny enfant
- Harry Harvey : McCarthy